# Добруджански немци
Добруджанските немци (на немски: Dobrudschadeutsche) са етническа група немци, живели в Добруджа между 1841 и 1940 година и причислявани понякога към по-голямата група на черноморските немци. Те обитават около 20 селища, повечето в Северна Добруджа, но малки колонии има и в Али Анифе, Семиз Касъм и Ези бей, които днес са в границите на България. През 1940 година общият брой на добруджанските немци е около 16 хиляди души.
Първите немски заселници се установяват в Добруджа между 1841 и 1856 година, преселвайки се от съседните области на Руската империя, главно от Бесарабия и района на Херсон. През 70-те години на  19-и  век има нова вълна заселници, идващи от Швабия. По това време добруджанските немци са една от двете немски общности в Османската империя, наред с босфорските немци в Цариград. Подобно на останалите черноморски немци, повечето от тях са земеделци, които разработват неизползваните земи в степта.
След загубата на Германия през Първата световна война немците в Добруджа са подложени на репресии от румънските жители и много от тях напускат региона.
През 1940 година, подобно на бесарабските и буковинските немци, повечето добруджански немци са преселени в Германия, като част от политиката на Адолф Хитлер за връщане на немската диаспора в страната. След временен престой в лагери в Австрия, през 1941-1942 година те са настанени в окупираните от Германия части на Чехия и Полша, а след края на Втората световна война са принудени да се изселят на запад, като различни групи попадат и в четирите окупационни зони на Германия.